# 旧広島県港湾事務所
旧広島県港湾事務所（きゅうひろしまけんこうわんじむしょ）は、広島県広島市南区宇品にある遺構。

## 概要
広島県土木局の独立機関で広島港を管理する広島県港湾振興事務所の旧庁舎。
元々は、広島水上警察署や宇品警察署(現・広島南警察署)として使用していた建物を、港湾振興事務所に移管し西隣に新棟ができるまで使用された。
地上2階建の木造建築で、広島に現存するものとしては唯一の明治期に建てられた公共建築。1945年、原爆被災した被爆建物でもある。

## 歴史
1881年（明治14年）に設置された「広島水上警察署」は、1887年（明治20年）に宇品島（現・元宇品）の広島市編入に伴い「広島警察署宇品分署」が併設される形で宇品町に移転した。1894年（明治27年）7月、日清戦争勃発。同年8月宇品線開通、宇品が兵站拠点となり急速に発展していく中で、警察業務も拡大していく。
1909年（明治42年）、この建物が建設され宇品分署はここへ移ってくる。1926年（大正15年）宇品分署を「宇品警察署」に昇格し、1937年（昭和12年）宇品警察署に統合される形で水上警察署は廃止された。翌1938年（昭和13年）には宇品地区の発展と日中戦争の拡大により、警察業務拡大のためこの建物も増築された。
1945年（昭和20年）8月6日原爆被災、爆心地から4.64kmに位置した。建物の屋根は吹き飛び、一部の梁は折れてしまうものの、倒壊から免れた。組織再編を余儀なくされ、同年9月には宇品警察署は廃止となり、「東警察署宇品警部補派出所」となった。
その後、警察法施行に伴い広島市警察が発足し「広島市宇品警察署」に、1954年（昭和29年）に広島県警察発足に伴い「広島県宇品警察署」に改称した。1964年（昭和39年）4月宇品東4丁目に新庁舎が竣工、移転し「広島県広島南警察署」に改称した。
空家となったこの建物を、旧陸軍運輸部構内(現在の広島港湾合同庁舎付近)に居を構えていた「広島港事務所」に移管、1965年（昭和40年）1月に広島港事務所が入庁した。その後「広島臨海工業地帯建設局」「広島港湾事務所」と改称、1981年（昭和56年）3月西隣に新庁舎竣工したため移転し、ここはその倉庫として利用されていた。
1993年（平成5年）、広島市が選定した被爆建物リストに登録された。
2010年（平成22年）以降、老朽化により空き家となっていた。
2011年（平成23年）9月、この付近の県所有の空き倉庫が立つ敷地一帯を「宇品デポルトピア」と名づけ、商業地区として再開発することになった。その中で、旧港湾事務所も再利用されることが決定した。ただ耐震補強も含めた安全性の問題から2013年現在で民間公募を行っていない状況で、国からの補助金を見込んでいたが政権交代の影響で打ち切りとなり、結果商用転用は断念することになった。

## 交通
- 広島電鉄
  - 広島電鉄宇品線・海岸通停留場下車

## 参考資料
- ヒロシマをさがそう - NHK広島